# Un monstruo de mil cabezas
Un monstruo de mil cabezas és una pel·lícula mexicana de thriller del 2015, dirigida i produïda per Rodrigo Plá i escrit per Laura Santullo. La pel·lícula és protagonitzada per Jana Raluy, com una dona desesperada per vèncer la burocràcia, quan la seva companyia d’assegurances es nega a aprovar les cures que el seu marit necessita per sobreviure.
Es va estrenar a la 72a Mostra Internacional de Cinema de Venècia com a pel·lícula inicial de la secció Horitzons. La pel·lícula també va rebre set nominacions als premis Ariel a Mèxic, inclosa la de Millor pel·lícula, Millor direcció i millor actriu, guanyant una al millor guió adaptat. La pel·lícula va ser nomenada a la preselecció per representar Mèxic a l'Oscar a la millor pel·lícula de parla no anglesa als Premis Oscar de 2016, però finalment no fou escollida.

## Sinopsi
Sonia Bonet (Jana Raluy) intenta prendre la justícia per la seva ma després que una companyia d’assegurances mèdiques anomenada Alta Salud es negui a aprovar la cura del seu cònjuge moribund. Ella i el seu fill Darío (Sebastián Aguirre) intenten combatre el sistema, obligant els empleats de la companyia a realitzar el procediment corresponent.

## Repartiment
- Jana Raluy - Sonia Bonet
- Sebastián Aguirre - Dario
- Emilio Echevarría - Enrique Sandoval Núñez
- Hugo Albores - Dr. Villalba
- Daniel Giménez Cacho - Nicolás Pietro
- Daniel Cubillo - Memo (marit de Sonia)
- Veronica Falcón - Lorena Morgan
- Úrsula Pruneda - Mónica
- Noé Hernández - Home de la porta
- Harold Torres - Agent de policia
- Marisol Centeno - Assistent de Lorena Morgan
- Tenoch Huerta Mejía - Fiscal (veu)

## Producció
Un monstruo de mil cabezas és el quart llargmetratge del director uruguaià-mexicà Rodrigo Plá, després de La zona (2007), Desierto adentro (2008) i La demora (2012). El guió va ser escrit per Laura Santullo, basant-se en la seva novel·la del mateix títol. Els actors principals, Jana Raluy i Sebastian Aguirre, recreen "personatges desesperats" sense gestos i postures exagerades, "millorant el seu treball", segons Columba Vértiz de la Fuente de Proceso. Els actors van llegir la novel·la prèviament i van assajar moltes vegades abans de rodar. Raluy va declarar que el seu pare va morir de càncer poc abans de començar el rodatge, i això la va ajudar a crear el seu personatge. Sobre la trama, la guionista Santullo va exposar que ells [Plá i ella mateixa] van intentar fer "una pel·lícula honesta sobre les coses que pensem i les inquietuds que tenim. Així doncs, parlem de salut pública i privada, un tema molt delicat al país i al país. món."

## Crítiques
La pel·lícula va obrir la secció Horitzons de la 72a Mostra Internacional de Cinema de Venècia. Després d'aquesta estrena, Boyd van Hoeij, de The Hollywood Reporter, va escriure a la seva crítica que la pel·lícula és "una barreja senzilla i eficient de thriller, drama i comentaris sociopolítics", i també va elogiar el treball principal de l'actriu Jana Raluy, afirmant que "mostra la combinació adequada de bogeria i força de vapor per semblar perillosa, tot i que la forma incòmoda de sostenir una pistola indica clarament que és una mestressa de casa obligada a prendre mesures desesperades, no un assassí entrenat". El revisor va comentar el director Rodrigo Plá i el director de fotografia Obei Zabaleta, que "utilitzen molt bé el llenç de pantalla ampla". José Luis García de Cinestel va dir que la pel·lícula té "certs moments d'humor negre que ajuden a alleugerir la càrrega dramàtica de la crítica social". L'estrena mexicana de la pel·lícula es va celebrar al 13è Festival Internacional de Cinema de Morelia el 24 d’octubre de 2015 i, participant en aquest festival, l’Acadèmia Mexicana d’Arts i Ciències del Cinema va poder nomenar-la a set categories als Premis Ariel del 2016, inclòs el millor director, el millor guió, la millor actriu i la millor pel·lícula.

## Premis i nominacions
| Premi                                                                 | Categoria                            | Nominat                        | Resultat  |
| --------------------------------------------------------------------- | ------------------------------------ | ------------------------------ | --------- |
| 2015 Festival Biarritz Amérique Latine                                | Premi del Jurat                      | Un Monstruo de Mil Cabezas     | Guanyador |
| 2015 Festival Internacional del Nou Cinema Llatinoamericà de l'Havana | Premi Coral l'actriu revelació       | Jana Raluy                     | Guanyador |
| 2015 Festival Internacional de Cinema de Morelia                      | Millor actriu en pel·lícula mexicana | Jana Raluy                     | Guanyador |
| 2016 İstanbul Film Festivali                                          | Premi Internacional Tulipa Daurada   | Un Monstruo de Mil Cabezas     | Guanyador |
| LVIII edició dels Premis Ariel                                        | Millor pel·lícula                    | Un Monstruo de Mil Cabezas     | Nominat   |
| LVIII edició dels Premis Ariel                                        | Millor direcció                      | Rodrigo Plá                    | Nominat   |
| LVIII edició dels Premis Ariel                                        | Millor actriu                        | Jana Raluy                     | Nominat   |
| LVIII edició dels Premis Ariel                                        | Millor coactuació masculina          | Emilio Echevarría              | Nominat   |
| LVIII edició dels Premis Ariel                                        | Millor guió adaptat                  | Laura Santullo                 | Guanyador |
| LVIII edició dels Premis Ariel                                        | Millor edició                        | Miguel Schverdfinger           | Nominat   |
| LVIII edició dels Premis Ariel                                        | Millor so                            | Alejandro de Icaza, Axel Muñoz | Nominat   |